# 蠱雕
蠱雕是中国传说的妖怪，生活在水中,形体和雕相似,不过它的头上有角。它发出的声音像婴儿的哭声,会吃人。蛊雕生活在鹿吴山旁边的泽更水。《骈雅》同时也有记载蠱雕像雕但头上有角，但《事物绀珠》则又记载蠱雕形态如豹，不过鸟的嘴巴但有一根角，声音像婴儿

## 原文
《山海经·南山经》：“又东五百里，曰鹿吴之山，上无草木，多金石。泽更之水出焉，而南流注于滂水，水有兽焉，名曰蛊雕，其状如雕而有角，其音如婴儿之,是食人。”
《骈雅》记：“蛊雕如雕而戴角。”
《事物绀珠》记：“蛊雕如豹，鸟喙一角，音如婴儿。”

## 参看
中国妖怪列表